# Johann Weiß (Theologe)
Johann Weiß, auch Johannes Weiß, Johann Weiße und Johann Albinus (* um 1498 in Kronach; † 2. August 1561 in Meißen), war ein deutscher evangelischer Theologe.

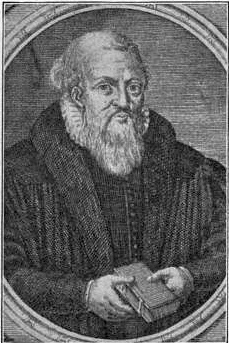
Johann Weiß

## Leben
Weiß immatrikulierte sich im Sommersemester 1511 an der Universität Leipzig, wo er im Wintersemester 1513 Baccalaureus wurde. Am 1. Mai 1520 wechselte er an die Universität Wittenberg, wurde Stadtpfarrer in Kronach und ging im September 1539 nach Meißen als Pfarrer und kommissarischer Superintendent. Nachdem 1540 die Stelle mit Petrus Blesanus besetzt worden war, ging er im Frühjahr 1541 als Hofprediger des Herzogs Heinrich des Frommen und Moritz von Sachsen nach Dresden, zunächst als Stellvertreter des erkrankten Paul Lindenau, und kehrte nach dessen Genesung als Pfarrer nach Meißen zurück.
Nachdem er in Meißen 1542 mit seiner Frau und seinen sieben Kindern ein Haus gekauft hatte, wurde er Feldprediger des Herzogs Moritz, mit dem er in Ungarn und 1543 in Frankreich war. Aufgrund der Polemik des Herzogs legte er sein Amt nieder und zog sich nach Meißen zurück, wo er Prediger an der Fürstenschule Sankt Afra war. Da er sich seit Anfang 1549 gegen die Leipziger Artikel aussprach, wurde er angefeindet und ging 1551 nach Braunschweig.
Im Frühjahr 1552 ließ er August von Sachsen beim inzwischen zum Kurfürsten avancierten Moritz von Sachsen um Gnade bitten, der ihn wieder als Feldprediger einstellte. Daraufhin war er auch zugegen, als dieser 1553 tödlich verwundet wurde und hielt im Freiberger Dom die Leichenrede. Seit 1552 übernahm er das Amt des Superintendenten in Meißen, Dompredigers und Mitglieds des Konsistoriums, das er bis zu seinem Tode bekleidete.